# 国际世界语协会
国际世界语协会（Universala Esperanto Asocio，简写为）建立于1908年，是国际上最大的说世界语者的组织，成员来自121个国家和地区（2009年），并与联合国及联合国教科文组织建立了正式联系。大概有6000多名个人会员，70个国家协会加入国际世界语协会，总共有来自69个国家的大约12.600名会员（2010年）。现任主席为邓肯·查特斯，其任期为2019–2022年。

## 组织机构

### 主席团
主席：邓肯·查特斯 （英国/美国）
副主席：Fernando Maia Jr. （巴西）、Trezoro Huang Yinbao （中国）
秘书长：Aleks Kadar （法国）

### 工作人员
总干事：Martin Schäffer（德国，2018年开始任职）
国际大会常务秘书：S-ro Clay Magalhães（巴西）
国际大会助理：S-ro Tobiasz Kaźmierski（波兰）
秘书：S-ino Katarzyna Marciniak（波兰）
书刊服务：S-ro Ionel Oneţ（美国）
会计：S-ro Ralph Schmeits（荷兰）
会计：S-ino Stanka Starčević（波斯尼亚）

### 志愿者
S-ro Andrej Grigorjevskij（俄罗斯）
S-ro Robert Moerbeek（荷兰）
S-ro Joost Witteveen（荷兰）
S-ino Atie van Zeist（荷兰）

### 总部
国际世界语协会总部位于荷兰鹿特丹市新内陆176号，是一栋三层小楼。底层是书刊服务部、餐厅、厨房、大会议室、书库等。一樓（按華人习惯是二樓）是总干事、秘书、财务等办公室。二樓有图书馆和大会常务秘书等人的办公室。顶层阁楼是志愿者卧室，国际青年世界语协会办公室和库房等等。
楼房每个房间都有自己的名字，或表明对捐款组织和个人的感谢，或表明对世界语创始人的纪念。如大会议室被命名为柴门霍夫，图书馆所在的房间叫做“加拿大”，因为捐赠者是加拿大人。
在总部工作的有总干事、大会常务秘书、财务主管、书刊服务部主管、《年鉴》编辑等人，他们都是专业的世界语工作者。

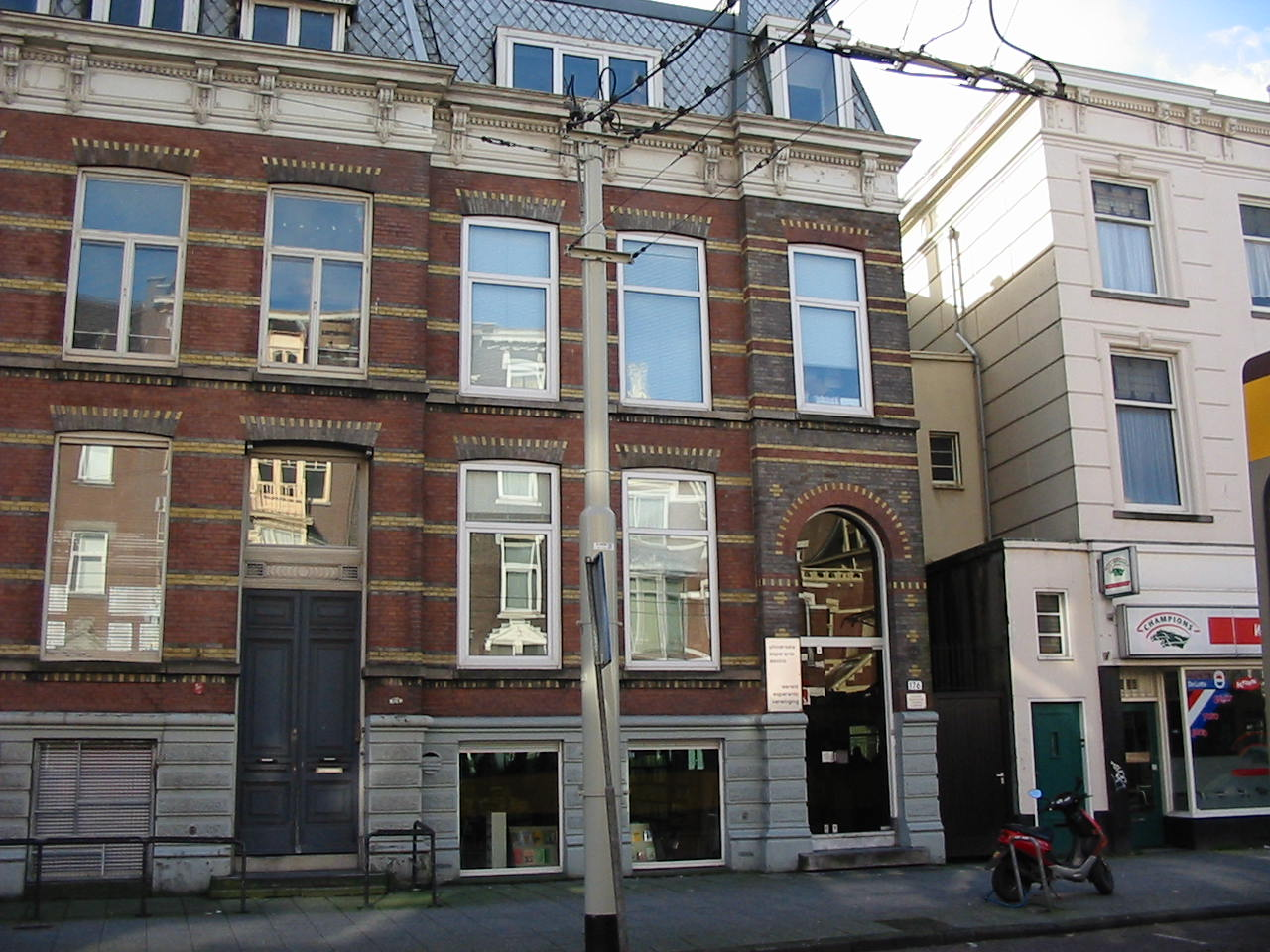
国际世界语协会总部-荷兰，鹿特丹

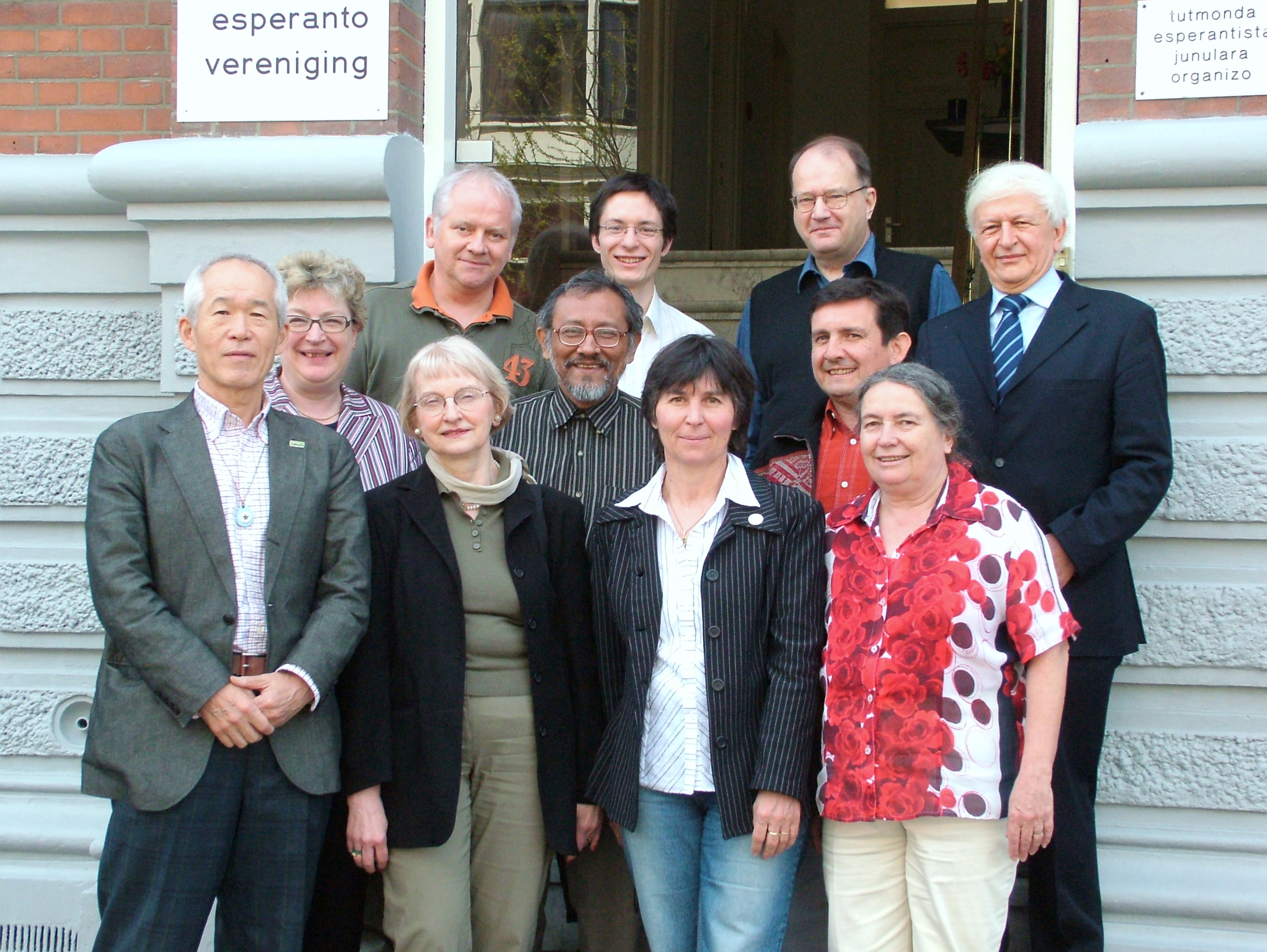
2008年国际世界语协会董事

### 国际世界语荣誉监督委员会
国际世界语协会荣誉监督委员会（Honora Patrona Komitato de UEA）是世界语最高的荣誉机构，其成员是精通世界语的、对世界语事业做出重大贡献的、国际知名语言学家、科学家和其他领域专家。历史上，中国的胡愈之、巴金、陈原都曾荣誉入选。现在，荣誉监督委员会有诺贝尔经济学奖获得者莱茵哈德·塞尔滕，澳大利亚前司法部长凯普·恩德拜和美国哈特福德大学前任校长汉弗莱·汤金等。

### 国际青年世界语协会
国际世界语协会青年部（Tutmonda Esperantista Junulara Organizo,简称TEJO）成立于1938年。1956年称为国际世界语协会的青年部。是培养青年世运的大学校。许多为世界国际语运动做出过重大贡献的人都曾担任过TEJO的领导成员。如美国的汉弗莱·汤金、意大利的雷纳托·科尔塞蒂、德国的乌尔里希·林斯等。
TEJO出版的杂志《接触》（Kontakto）从1963年创刊后一直受到广大世界语者的喜爱。介绍青年世界运动动态的《TEJO全球》是获得有关信息的重要来源。

## 专业协会

### 国际世界语教师协会
国际世界语教师协会（Internacia Ligo de Esperantistaj Instruistoj,简称ILEI）于1949年成立，1990年加入国际世界语协会，与联合国教科文组织有正式业务关系，是国际语言教师协会团体成员。协会出版会刊Internacia Pedagogia Revuo,简称IPR。

## 联系
国际世界语协会同许多专业性的世界语协会有联系。其中一些是其团体会员，它们像国家协会一样，其成员可作为代表进入国际世界语协会的委员会。多数专业协会只是和UEA保持“工作”接触，比如包括宗教类的所有“非中立”的协会。
除了联合国与联合国教科文组织，国际世界语协会还同联合国儿童基金会及欧洲委员会保持咨询关系，与美洲国家组织保持一般性的工作联系。国际世界语协会与国际标准化组织有正式的合作，活跃在其术语委员会（页面存档备份，存于）中。协会还致力于在欧洲联盟及其他政府间和国际间组织和会议中扩大影响。国际世界语协会是欧洲语言理事会的一员，这是一个由诸多大学及语言协会组成的论坛，为了促进对欧盟内外的语言和文化的认识。此外，在2011年5月10日，国际世界语协会与国际术语情报中心（页面存档备份，存于）签下了共同行动的协议，其目标在于共享信息，互相支持，进行有关术语领域内的计划、聚会、出版方面的协作，通过这个协定，国际世界语协会可能成为国际术语情报中心的成员。

## 历史
在1907年末，赫克托·霍德勒（页面存档备份，存于）与其他一些世界语者开始建立世界语组织，用以提供实际的服务来推广世界语。他们在1908年4月28日获得了足够多的支持以成立“国际世界语协会”，这一天成为国际世界语协会的诞生日。
在国际世界语协会和国家协会间曾出现过争议，关于由谁对外代表世界语运动及由谁对财务及决议问题负责。经过了1922年的“赫尔辛基体系（页面存档备份，存于）”，人们在1933年达成了“科隆协议（页面存档备份，存于）”，即：国际世界语协会将成为整个中立性的世界语运动的“上层建筑”，但是其委员的多数应来自与其有关联的国别协会（Landaj Asocioj）。
少数人在前任国际世协理事爱德华·斯泰特勒（页面存档备份，存于）和汉斯·雅各布（页面存档备份，存于）带领下反对科隆协议，在1936年导致许多领导人、成员和国别协会脱离UEA，加入一个新成立的组织——“国际世界语联盟（页面存档备份，存于）（IEL）”。原先的国际世界语协会则被称为“日内瓦世协（Ĝeneva UEA）”。1947年“日内瓦世协”和IEL重新合并为国际世界语协会。现在的UEA即承接自1947年的新UEA，现在的国际世协章程（页面存档备份，存于）修订于1980年。

## 成员
二战之后UEA称其当时的会员为“个人会员”，同时接纳各个国家协会的会员为“（通过国家协会的）注册会员”。在1949-1955年期间，东欧多数国家的世界语协会被禁止，之后虽然恢复，但也很难运作，过了一段时间才逐渐加入UEA（苏联的协会在1989年加入）。20世纪70年代多数南美国家的世协加入，80-90年代非洲的协会开始加入。
在国际世协存在的一百多年时间里，个人会员的数目基本在5000到8000人之间，在20世纪20年代达到最高点，两次世界大战期间和结束时为最低点。在上世纪60到80年代，国际世协有大量东欧国家的会员，他们的数目在1989年后迅速下降。

## 链接
- 国际世界语协会网址Archive-It的存檔，存档日期2010-03-19
- 国际世界语协会青年组织网址（页面存档备份，存于）